# Franklin Martins
Franklin de Sousa Martins (Vitória, 10 de agosto de 1948) é um jornalista político brasileiro. Foi ministro-chefe da Secretaria de Comunicação Social (Secom) do Brasil durante o segundo mandato presidencial de Luiz Inácio Lula da Silva até dezembro de 2010.

## Biografia

Mugshot de Franklin Martins, realizada no DEOPS de São Paulo, 1968. Arquivo Nacional.

Filho do senador Mário Martins, estudou no Colégio Aplicação no Rio de Janeiro. Começou a trabalhar como jornalista aos quinze anos, como estagiário do jornal “Última Hora”.
Aos vinte anos, como estudante de Ciências Econômicas da Universidade Federal do Rio de Janeiro (à época Universidade do Brasil), Franklin foi eleito presidente do DCE da Universidade e, logo depois, vice-presidente da União Metropolitana dos Estudantes, do Rio de Janeiro.
Quando jovem, foi líder estudantil e depois guerrilheiro, militante do grupo comunista MR-8 e da Dissidência Universitária da Guanabara, em que era conhecido pelo codinome de Valdir. Durante a ditadura militar, teve papel importante nos movimentos que se opunham ao regime.
Franklin Martins foi preso em outubro de 1968 durante sua participação no XXX Congresso da UNE em Ibiúna e foi libertado um dia antes do Ato Institucional 5. Depois passou a ser procurado por roubo a banco e assalto a carro pagador efetuados com o objetivo de obter dinheiro para financiar a luta armada contra a ditadura.
Em 1969, na busca de libertar Vladimir Palmeira, idealizou, junto com Cid Benjamin o sequestro do embaixador dos Estados Unidos, Charles B. Elbrick. A operação foi realizada em parceria com  militantes da Ação Libertadora Nacional (ALN) e do Movimento Revolucionário 8 de Outubro (MR-8).  O sucesso da operação forçou o governo brasileiro a libertar quinze guerrilheiros presos. Devido a tal fato, Franklin Martins está até hoje impedido de entrar nos Estados Unidos - situação similar à do deputado Fernando Gabeira, que também participou do sequestro. Neste período ele se aproximou do então líder estudantil José Dirceu.

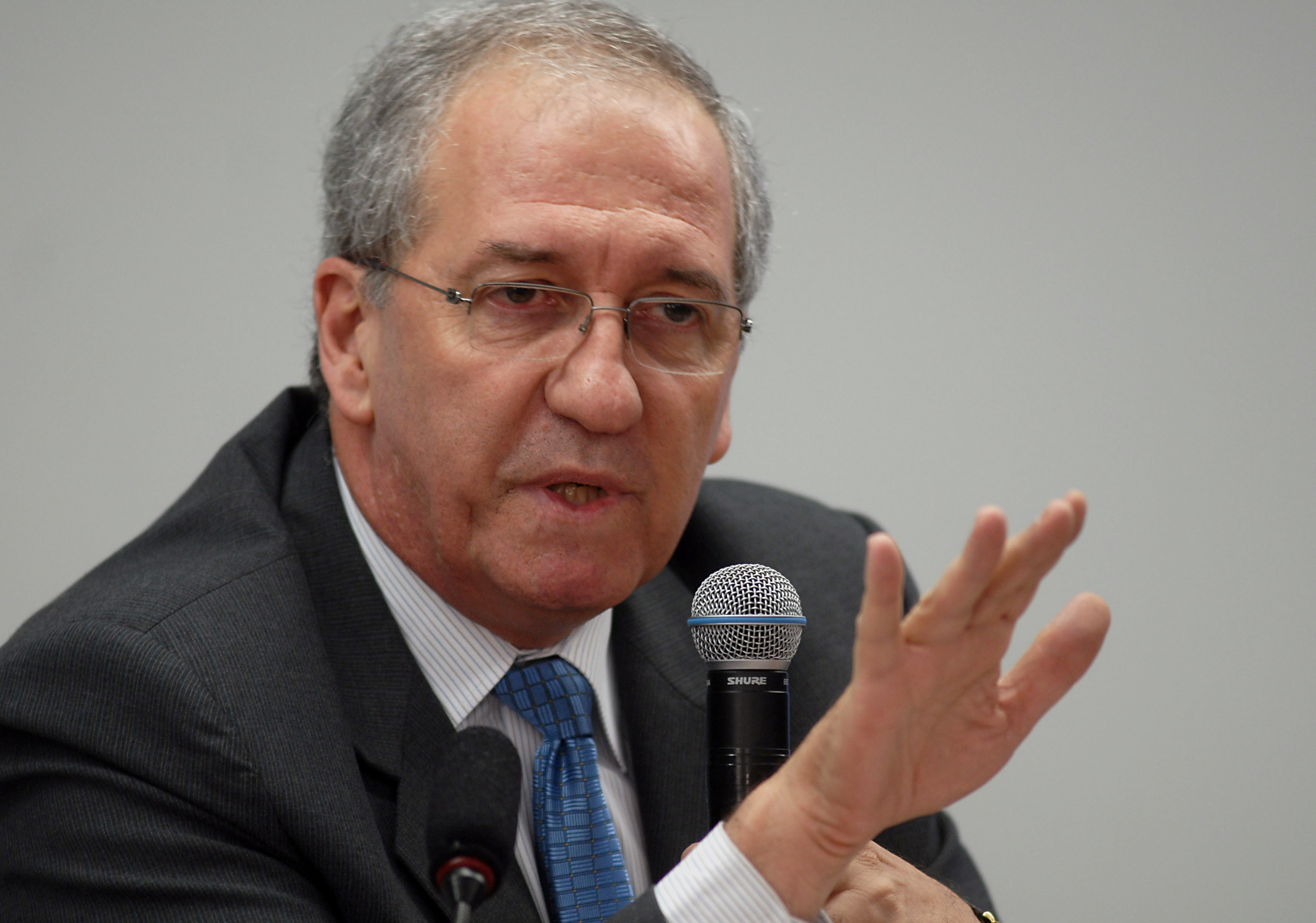
Franklin Martins em 2007

Devido à repressão do governo militar, partiu em exílio para Cuba, no Chile e na França. Enquanto esteve em Cuba, na província de Pinar del Río, teve aulas de armamento, explosivo, túneis e principalmente táticas militares. Na França, diplomou-se na Escola de Ciências Sociais da Universidade de Paris. Voltou para o Brasil com a anistia concedida pelo governo militar.
Como jornalista, foi comentarista político em diversos veículos, até chegar à Rede Globo em 1996. Em 1997,  foi afastado da sucursal de Brasília do jornal O Globo, pois sua esposa passou a trabalhar no gabinete do então parlamentar José Anibal, do PSDB. Atuou no Jornal Nacional e no Jornal da Globo até maio de 2006. Nesse ano, quando Caio Túlio Costa assumiu a presidência do iG, Franklin Martins foi contratado como comentarista do portal, junto com Mino Carta, Paulo Henrique Amorim e José Dirceu. Trabalhou ainda na Rede Bandeirantes, onde fazia comentários diários sobre política nos telejornais da casa e também no Jornal Gente, da Rádio Bandeirantes.
Em 2007, foi convidado a ser ministro-chefe da Secretaria de Comunicação Social (Secom) do governo Lula. No governo, teve a função das relações do governo com a imprensa, da publicidade oficial e também do projeto de uma rede nacional pública de TV.
Foi considerado pela Revista Época um dos cem brasileiros mais influentes do ano de 2009.

## Nomeação de familiares
Em abril de 2006 o jornalista Diogo Mainardi escreveu dois artigos na revista Veja nos quais acusa Franklin Martins de nepotismo e envolvimento na quebra do sigilo bancário de Francenildo Santos Costa, caseiro do então ministro da Fazenda Antonio Palocci. No livro "Lula é minha Anta", Mainardi alega que, após a publicação do primeiro artigo, Martins teria lhe enviado uma carta com insultos e desafiando-lhe a provar que sua esposa tivesse um cargo comissionado no governo. Pouco tempo depois da publicação dos artigos, Franklin Martins deixou a Rede Globo.
Martins processou Diogo Mainardi em decorrência das acusações. Em abril de 2006 Mainardi foi condenado em primeira instância a pagar trinta mil reais a Martins, na 2ª Vara Cível do Rio de Janeiro. O resultado da sentença foi publicado na coluna do repórter Kennedy Alencar um dia antes de ela ser assinada pelo juiz Sergio Wajzenberg, causando repercussão na imprensa brasileira.  Um dos irmãos de Franklin Martins, André de Souza Martins, atuou como seu advogado no caso. Um funcionário do cartório foi afastado de suas funções. A editora Abril entrou com representação na corregedoria do Tribunal do Rio de Janeiro para apuração do caso. Mainardi escreveu um artigo na Veja contestando o juiz Wajzenberg sobre sua decisão.
Ambas as partes recorreram da sentença e o recurso foi acolhido em 20 de setembro de 2007. Em junho de 2008 o Tribunal de Justiça do Estado do Rio de Janeiro proferiu acórdão sobre o citado processo, no sentido de reformar a decisão de primeira instância, julgando improcedente o pedido de Martins.
Outro irmão de Franklin, Victor Martins, foi nomeado diretor da Agência Nacional do Petróleo pelo presidente Luiz Inácio Lula da Silva. Em 2009 foi revelado que Victor Martins e sua esposa eram donos de uma empresa de consultoria suspeita de irregularidades na intermediação de pagamentos de royalties de petróleo, tendo recebido R$ 260 milhões. Victor nega as acusações. As investigações teriam sido barradas por influência política.
A esposa de Franklin Martins, Ivanisa Teitelroit, foi nomeada secretária parlamentar do então senador petista Aloísio Mercadante. Posteriormente Ivanisa deixou o cargo e passou a trabalhar no Ministério do Planejamento.
Em 2005, a irmã de Franklin Marins, Maria Paula, que na época era funcionária da Eletrobrás, recebeu licença da então ministra Dilma Rousseff para assumir a diretoria-geral da Agência de Serviços Públicos de Energia do Estado do Espírito Santo, ASPE. Em julho de 2011, Maria Paula foi nomeada diretora geral da Agência Reguladora de Saneamento Básico e Infraestrutura Viária do Espírito Santo, ARSI.
O filho de Franklin Martins, Cláudio Martins, trabalhava como consultor da Tecnet, uma empresa privada, quando esta fechou um contrato de 6,2 milhões de reais com a Empresa Brasil de Comunicação (EBC), uma empresa pública. O contrato foi firmado às pressas, no dia 30 de dezembro de 2009. Na época da denúncia, Franklin Martins, que além de ministro da Comunicação Social era presidente do conselho administrativo da estatal EBC, disse: "Não houve qualquer irregularidade na licitação, que foi conduzida com transparência e obedeceu a todas as normas legais". Desde então o contrato da empresa foi renovado duas vezes. Em 2011, o Tribunal de Contas da União constatou que houve sim fraude nesta licitação além de pagamentos indevidos.